# Бразилія на зимових Олімпійських іграх 2010
Бразилія на зимових Олімпійських іграх 2010 була представлена 5 спортсменами в 3 видах спорту.

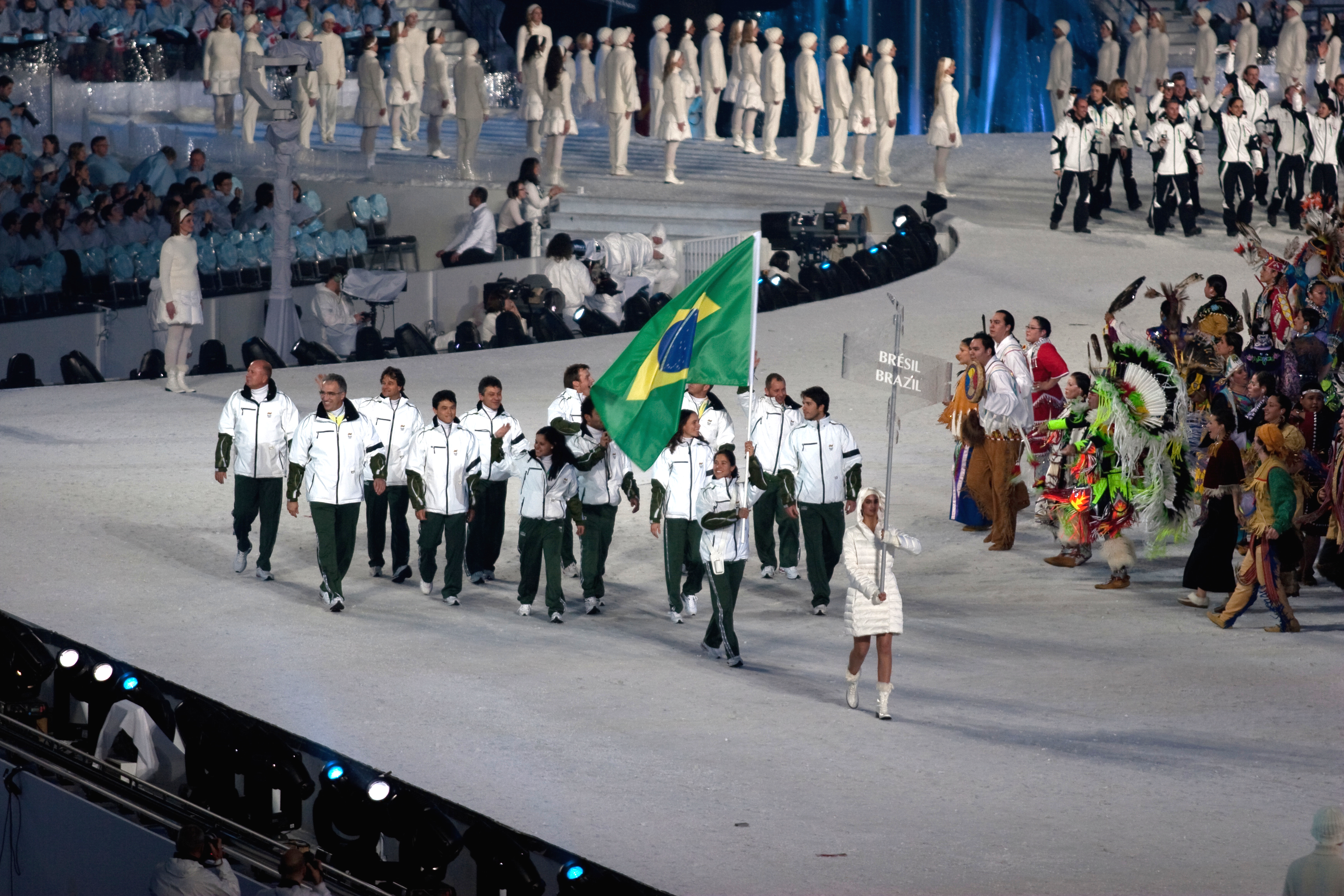
Збірна Бразилії під час Параду націй на церемонії відкриття Олімпіади